# کاناکو موراتا
کاناکو موراتا (انگلیسی: Kanako Murata؛ زادهٔ ۱۰ اوت ۱۹۹۳) ورزشکار هنرهای رزمی ترکیبی و کشتی‌گیر اهل ژاپن است.